# Сенахід Галілович
Сенахід Галілович (босн. Senahid Halilović; 22 березня 1958, Кладань, Боснія і Герцеговина — 24 квітня 2023, Сараєво) — боснійський лінгвіст та академік, член Академії наук і мистецтв Боснії та Герцеговини.

## Біографія
Сенахід Галілович народився 22 березня 1958 року в місті Кладань. Навчався в Белградському університеті, де здобув ступінь доктора філософії з діалектології. Вчений досліджував східно-боснійський діалект, опублікував понад сто фахових та наукових праць у галузі діалектології.

## Правопис боснійської мови
Галілович відомий перш за все за внесок у стандартизацію боснійської мови. Найвідоміші його праці — «Орфографія боснійської мови», «Боснійська мова» та «Граматика боснійської мови» Характеристика цього правопису — рівновіддаленість до хорватської та сербської орфографії. Лінгвіст аналізує вирази, що застосовуються до типової боснійської норми (формалізація фонеми «h» у певних словах в боснійській мові, як це видно зі слів me h ko, la h ko, ka h va, ma h rama). 2018 р. У новому випуску «Орфографії боснійської мови» Галілович приймає вирази без фонеми «h» через їх поширеність у мовній практиці. За це його критикували боснійські рецептивісти, а інші лінгвісти захищали.

## Слов'янський комітет
Галілович є членом-засновником і чинним президентом Слов'янського комітету в Боснії і Герцеговині. У вересні 2008 року Слов'янський комітет був офіційно включений до складу Міжнародного слов'янського комітету (МСК), всесвітньої спільноти слов'янських асоціацій. Галілович підписав Декларацію про спільну мову хорватів, сербів, бошняків та чорногорців .